# Copelatus fidschiensis
Copelatus fidschiensis är en skalbaggsart som beskrevs av Zimmermann 1928. Copelatus fidschiensis ingår i släktet Copelatus och familjen dykare. Inga underarter finns listade i Catalogue of Life.